# Eduardas Vaitkus

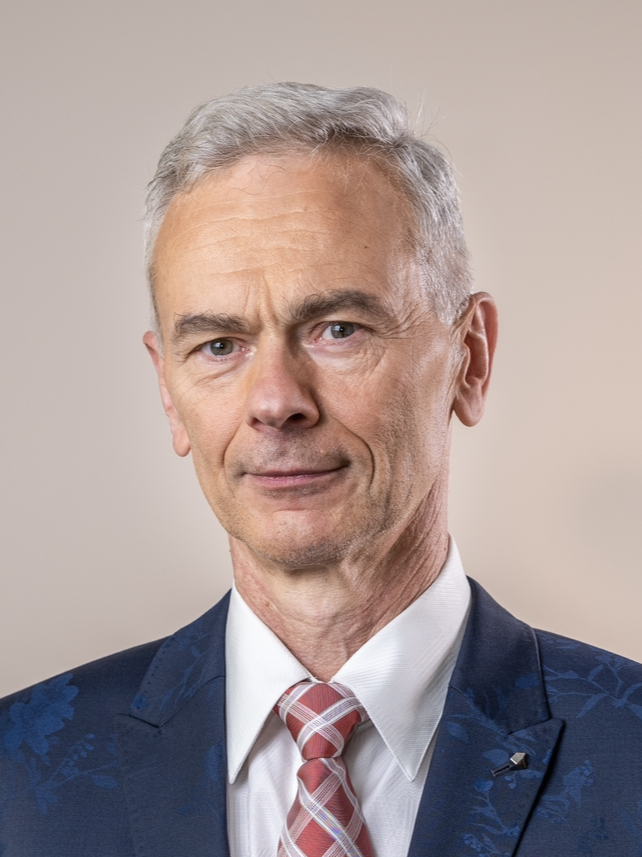
Vaitkus

Eduardas Vaitkus (* 3. Oktober 1956 in Kaunas) ist ein litauischer Arzt, Hämatologe, Professor und politischer Aktivist.

## Leben
Er schloss 1979 das Institut für Medizin von Kaunas (heute Medizinakademie der Litauischen Universität für Gesundheitswissenschaften) ab und arbeitete von 1980 bis 1983 in der Kaunasser Niederlassung des Instituts für Endokrinologie und Hormonchemie der Akademie der Medizinischen Wissenschaften der UdSSR. Ab 1983 lehrte er an der heutigen Litauischen Universität für Gesundheitswissenschaften (bis 2010 an deren Vorgängereinrichtungen) und war ab 2002 Professor der Klinik für Hämatologie.
Ab 1983 arbeitete er als Arzt im Klinischen Krankenhaus von Kaunas (ehemals Krankenhaus des Roten Kreuzes von Kaunas). Im Jahr 2011 wurde er vom kommissarischen Direktor des Krankenhauses, Kęstutis Mazurkevičius, beschuldigt, ein verdecktes Abhörgerät in seinem Büro installiert zu haben. 
Von 2005 bis 2006 war er Berater von Gesundheitsminister Žilvinas Padaiga, der die Darbo partija im Kabinett Brazauskas II vertrat, und arbeitete am Gesundheitsministerium Litauens. 
Von 2005 bis 2009 war er Mitglied der Darbo partija und 2020 der Nacionalinis susivienijimas. 
Er kandidierte als unabhängiger Kandidat für die Präsidentschaftswahl in Litauen 2024.
Er ist Autor von über 40 wissenschaftlichen Artikeln. 
Er wurde mit dem Offizierskreuz des Ordens des litauischen Großherzogs Gediminas ausgezeichnet. 

## Familie
Er ist verheiratet mit Asta, einer Ärztin und Rheumatologin, und hat drei Kinder.